# 特瑞琪
特瑞琪（Mobilificio Tre Ci）是一个中型意大利家具和工业设计公司，於1922年創立於佩萨罗，目前产品销售範圍包括全球40多个国家。